# Mk44 Bushmaster II
El Mk44 Bushmaster II es un cañón de cadena de 30 mm fabricado por Northrop Grumman. Es un derivado del M242 Bushmaster, y utiliza el 70 % de las mismas piezas que el M242 mientras aumenta la potencia de fuego hasta en un 50 % con el aumento del 20 % en tamaño de calibre. El cañón está cromado para prolongar su vida útil. El arma usa munición estándar GAU-8 Avenger que está disponible en munición API, HEI y APFSDS-T. El arma se puede convertir a un calibre de 40x180 mm, lo que implica cambiar el cañón y algunas piezas clave, para usar el cartucho SuperShot 40. También se puede convertir para usar el cartucho de 30x170 mm RARDEN.

## Historia
El Bushmaster II es el armamento primario estándar del Bionix-II AFV actualmente en servicio con el Ejército de Singapur, el KTO Rosomak en el Polaco , y los CV90 AFV en el Finlandés, Noruego y Suizo. Aunque la Fuerza Aérea de los Estados Unidos seleccionó este cañón para reemplazar el cañón GAU-12 de 25 mm y los cañones Bofors 40 mm en su flota de AC-130U cañoneras en 2007, este plan fue cancelado posteriormente. El Cuerpo de Marines de los Estados Unidos esperaba que el vehículo, que ha sido cancelado, también estuviera armado con este cañón. Algunos buques de la Marina de los Estados Unidos, como la nueva Clase San Antonio, también tendrían este cañón.
La Fuerza Aérea de los Estados Unidos había experimentado con la instalación de cañones Bushmaster II en sus cañoneras AC-130U en lugar del GAU-12 y el Bofors 40 mm. El 11 de agosto de 2008, el esfuerzo se canceló debido a problemas con la precisión del Bushmaster en las pruebas a la altitud deseada. También hubo consideraciones de horario que impulsaron la decisión. El 9 de julio de 2012, la Fuerza Aérea clasificó una nueva versión del Bushmaster denominada GAU-23/A. El cañón se utilizará en las cañoneras AC-130W y AC-130J.

## Operadores
- Argentina
  - Armada Argentina: Clase Gowind
- Brasil
  - Ejército: VBTP-MR Guaraní[4]
  - Armada: Clase Amazonas
- República Checa
  - Ejército: Pandur II CZ
- Finlandia
  - Ejército: CV9030FIN
- Indonesia
  - Ejército: Pindad Cobra IFV[5]
  - Marina: clase Mamuju, barco patrullero clase Pari y nave de ataque rápido de clase Clurit
  - Guardacostas: Patrullera clase Tanjung y Agencia de Seguridad Marítima de Indonesia
- Irlanda
  - Ejército: MOWAG Piraña
- Japón
  - Guardacostas: patrulleros Hateruma, Kunigami, y Iwami
- Lituania
  - Ejército: IFV Vilkas[6][7]
- Países Bajos
  - Armada: barco de apoyo
- Noruega
  - Ejército: CV9030N
- Filipinas
  - Armada: Fragatas José Rizal y lancha de ataque rápido con misiles Shaldag Mk.V
- Polonia
  - Ejército: KTO Rosomak
- Portugal
  - Ejército: Pandur II
- Rumania
  - Ejército: Mowag Piraña V
- Singapur
  - Ejército: Bionix II, Hunter AFV
- España
  - Ejército: Dragón
- Suiza
  - Ejército: CV9030CH
- Taiwán
  - Ejército: CM-34 (variante IFV)
- Tailandia
  - Armada: fragata clase Tachin, Fragatas Naresuan, clase Krabi buque patrullero en alta mar, Lancha patrullera clase Leamsing, lancha patrullera costera, lancha patrullera clase T.994, clase Angthong
- Reino Unido
  - Armada: Fragata Tipo 23, Destructor Tipo 45
- Estados Unidos
  - Ejército: XM1296 Stryker Dragón
  - Marina: clase San Antonio Buque de combate litoral y Clase Zumwalt
  - Fuerza Aérea: AC-130W, AC-130J (GAU-23/A)
  - Guardacostas: Cortador de Seguridad Polar[8]